# Federação Mexicana de Futebol
A Federacìón Mexicana de Fútbol Asociación (em português Federação Mexicana de Futebol Associação, sigla Femexfut ou FMF) é a entidade que organiza o futebol no México. Foi fundada em 1927 e filiou-se a FIFA em 1929. Também é filiada à NAFU. É responsável pela Seleção Mexicana de Futebol e pela Seleção Mexicana de Futebol Feminino.